# 328 v. Chr.
Portal Geschichte | Portal Biografien | Aktuelle Ereignisse | Jahreskalender | Tagesartikel

◄ |
5. Jahrhundert v. Chr. |
4. Jahrhundert v. Chr. |
3. Jahrhundert v. Chr. |
►

◄ | 340er v. Chr. | 330er v. Chr. | 320er v. Chr. | 310er v. Chr. |
300er v. Chr. |
►

◄◄ | ◄ | 331 v. Chr. | 330 v. Chr. | 329 v. Chr. | 328 v. Chr. |
327 v. Chr. |
326 v. Chr. |
325 v. Chr. |
► |
►►

## Ereignisse
- Dezember: Sieg Alexanders des Großen über den Aufständischen Spitamenes, in der Schlacht von Gabai. Bei der Feier dieses Sieges tötet Alexander in betrunkenem Zustand seinen General Kleitos.
- Zipoites wird König von Bithynien.
- Rom besetzt die Stadt Fregellae und befestigt sie gegen die Samniten.

## Gestorben
- Dezember: Spitamenes, Anführer der Sogdier gegen Alexander den Großen
- Kleitos, Feldherr Alexanders des Großen
- Erigyios, Feldherr Alexanders des Großen
- Philippos (Sohn des Agathokles), Soldat Alexanders des Großen
- Mazaios, Satrap von Babylonien, von Alexander dem Großen in diese Position eingesetzt